# Jardim do Castelo (Almada)
O Jardim do Castelo, em Almada, refere-se ao jardim criado no espaço envolvente do Castelo de Almada. Consiste num espaço Público com 2765 m² que inclui um miradouro, um coreto e um restaurante. O miradouro oferece uma vista privilegiada sobre o rio Tejo e a cidade de Lisboa, que inclui desde a freguesia de Santa Maria de Belém até à Praça do Comércio e assim inclui a Torre de Belém, a Ponte 25 de Abril, o Parque Florestal de Monsanto e a Ponte Vasco da Gama. Do lado de Almada é também visível a Casa da Cerca, o Cristo Rei, a igreja de Santiago e o castelo de Almada. O jardim do castelo é também palco de concertos e festividades, como os Santos Populares em Almada.

## Galeria

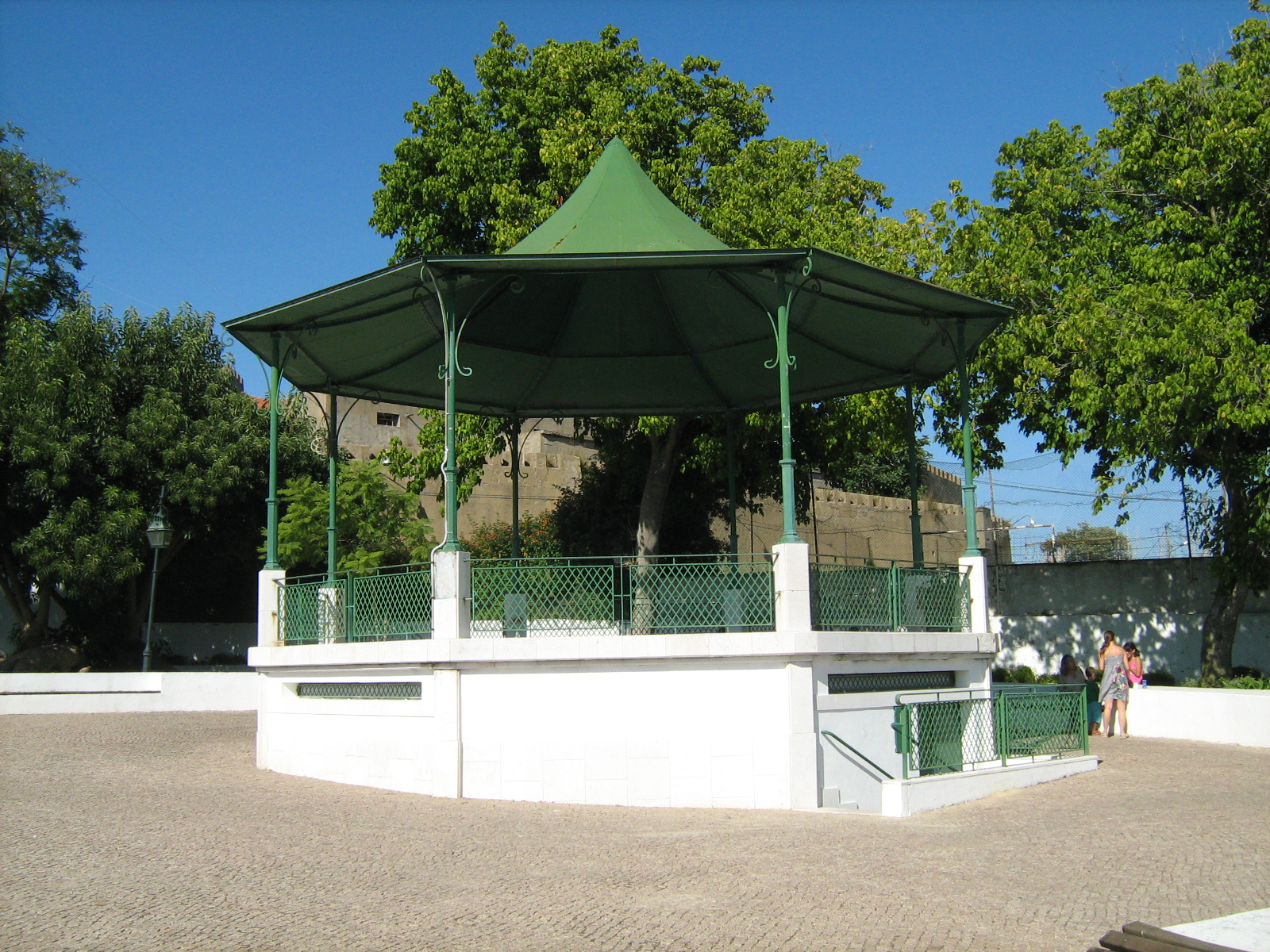
Vista do miradouro do jardim do castelo de Almada
- Coreto do jardim do castelo de Almada